# Smiths sund
Smiths sund är den sydligaste delen av Nares sund mellan Grönland i öster och Ellesmereön i Kanada i väster.